# Istvánfi Gyula
Istvánfi Gyula (Budapest, 1938. április 12. –) Ybl- és Széchenyi-díjas magyar építész, egyetemi oktató, a magyar népi építészet kutatója, számos műemléki felmérés és helyreállítás vezetője.

## Életpályája
|  | „A magyar falu az 50-es évektől kezdve három nagy krízist is átélt. Az első ilyen volt a kollektivizálás a szocializmusban, amikor a föld elvesztette a birtokosát, és amely bérmunkássá tette a parasztokat. A második a rendszerváltás: a földtulajdon nagy része spekuláció tárgyává vált és városi ember, sőt, sokszor külföldiek kezébe került, akik nem tudnak vagy nem is akarnak vele mit kezdeni. A harmadik pedig napjaink pénzcentrikus világa, amely végképp eltörölte a hagyományos falusi értékeket. Napjainkban ismét sok szó esik a vidék felemeléséről – így ez lehet a negyedik átszervezési csapás a falura és a faluképre, ha ismét érzéketlenül bánunk a falu építészeti hagyományával. Rossz a helyzet, az utolsó órában vagyunk, hogy végre felismerjük kulturális örökségünknek ezt a sajátos világát. ” |
|  | – Istvánfi Gyula, 2011 |

1962-ben diplomázott a Budapesti Műszaki és Gazdaságtudományi Egyetem Építészmérnöki Karán. 1962–1964 között a IX. kerületi tanács Építési Osztályának építész előadója. 1964-től tanársegédként dolgozott tovább a Műegyetem Építészettörténeti Tanszékén. 1972-től adjunktus, 1986-tól docens, 1996-tól egyetemi tanár. 2003-tól beosztott egyetemi tanár. 1975-ben műszaki doktori címet szerzett, 1985-től a műszaki tudományok kandidátusa, 1995 óta PhD-fokozattal rendelkezik, 1996-tól habilitált doktor.

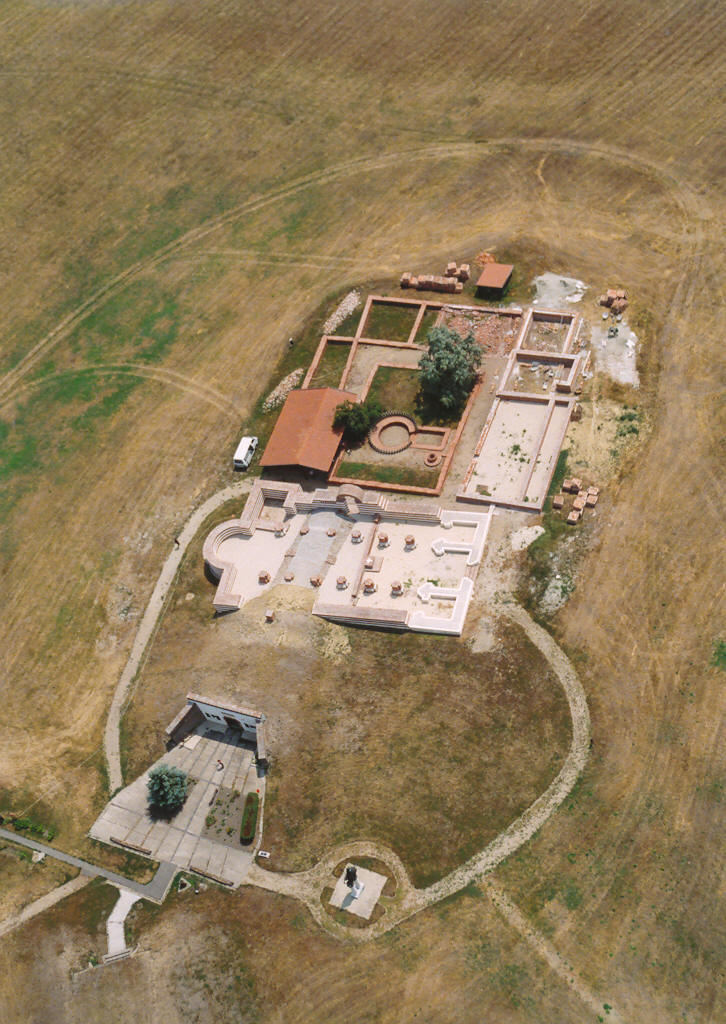
Vésztő, Mágor-puszta történelmi emlékhely

1989–1996 között az akkor Építészettörténeti és Elméleti Intézet néven működő tanszék intézetigazgatója, 1996–2003 között az Építészettörténeti és Műemléki Tanszék vezetője. 2000-től a BME Építészmérnöki kar Habilitációs és Doktori Tanácsának elnökhelyettese. A Magyar Tudományos Akadémia Építészettörténeti Szakbizottságának tagja, 1992–2002 között titkára, 2005–2011 között elnöke. 1996–2002 között az ICOMOS Magyar Népi Építészeti Szakbizottság elnöke. 2006-tól a Magyar Művészeti Akadémia tagja. 2009–2012 között a Magyar Építőművészek Szövetségének alelnöke.
Az Építészettörténeti Tanszék oktatójaként meghatározó munkái közé tartozik Kehida temetőkápolnájának helyreállítása (1975), a Vésztő melletti Mágor-puszta középkori Csolt-monostorának műemléki bemutatása (kiállítás, régészeti kripta, szoborpark) 1980-ban, valamint a pusztazámori remeteség helyreállítása 1992-1994 között. Munkatársaival közösen tervezte többek közt az Erzsébet téri Danubius-kút, a Hősök tere Millenniumi Emlékműve és a budai Vár Szentháromság-szobrának rekonstrukcióját. Önálló vagy vezető tervezőként harminc, munkatársként 14 önálló épület vagy helyreállítás kötődik nevéhez. Elkészítette Taposiris Magna elméleti rekonstrukcióját is (2003–2004).
Egyetemi pályafutása kezdetén Hajnóczi Gyulával dolgozott közösen, szakterülete az ókor építészettörténete volt. Később ő hozta létre a Népi építészet tantárgyat. Kutatási területe az őskor, az ókori Kelet építészete, a népi architektúra, a műemlékvédelem gyakorlati és elméleti kérdései. Több mint 60 publikációja jelent meg. Az 1980-as évektől szervezte a tanszék gyakorlati szakprogramjait, az építészhallgatókkal közös felméréseket. Ezek eredményeit a Veszendő templomaink című sorozat köteteiben publikálták.
2001-ben „négy évtizedes oktatói, kutatói és kiemelkedő értékmegőrző műemléki tevékenységéért” Ybl Miklós-díjjal ismerték el. 2011. március 14-én „több mint négy évtizedes oktatói tevékenysége, az egyetemes, a magyar és a népi építészettörténet terén végzett iskolateremtő tudományos és kutatói munkássága, valamint a határon túli magyar műemlékek dokumentálásáért és helyreállításáért tett erőfeszítései elismeréseként” Széchenyi-díjat vehetett át.

## Díjai, elismerései
- Ybl Miklós-díj (2000)
- Forster Gyula-díj (2000)
- Magyar Köztársasági Érdemrend lovagkeresztje (2008)
- Rados Jenő-emlékérem (2009)
- Széchenyi-díj (2011)

## Fontosabb publikációi
- Istvánfi Gyula–Frank János: Budapest, Műcsarnok; TKM, Bp., 1986 (Tájak, korok, múzeumok kiskönyvtára)
- Istvánfi Gyula: Szíria építészete I. Őskor, ókor. Különnyomat az Építés-Építészettudomány XXI. kötetéből, 1989
- Istvánfi Gyula: Szíria építészete II. Középkor, újkor. In: Építés-Építészettudomány. 1990/1-4. 73-128. o.
- Magyar tárgycikkek: International Dictionary of Architects and Architecture. Detroit-London-Washington D.C., 1993
- Istvánfi Gyula: Az építészettörténet-oktatás helyzetéről. Budapest Műszaki Egyetem Építészmérnöki Kar. In: Magyar Építőművészet, 1993/1. 22-23. o.
- Istvánfi Gyula: Az ócskafaluk védelmében. In: Magyar Építőművészet, 1995/6. 12-13. o.
- Fehér György–Istvánfi Gyula–Oroszi Sándor: A 100 éves Mezőgazdasági Múzeum; Mezőgazdasági Múzeum, Bp., 1996 (angolul is)
- Magyar tárgycikkek: Encyclopedia of Vernacular Architecture of the World. Cambridge University Press, 1997
- Istvánfi Gyula: Az építészet története I. Őskor. Népi építészet. Tankönyvkiadó, Budapest, 1997
- Istvánfi Gyula: Veszendő templomaink I. Erdélyi református templomok. 2001
- Istvánfi Gyula: Veszendő templomaink II. Erdélyi római katolikus templomok. 2002
- Istvánfi Gyula (szerk.): Veszendő templomaink III. Evangélikus templomok a mai Magyarországon. Nemzeti Tankönyvkiadó, Budapest, 2004
- Istvánfi Gyula: Reconstruction of the Sanctuary 2001-2002. In: Vörös Győző (szerk.): Taposiris Magna 1998-2004. Budapest, 2004. 70-90. o.
- Istvánfi Gyula: Elméleti-, épített-, virtuális rekonstrukció : a kronoszkóp ürügyén. In: Budapest Régiségei 40. 2007. 315-321. o.
- Istvánfi Gyula: A Kárpát-medence építészete a Honfoglalás előtt. Őskori építészet. A Római Birodalom provinciáinak építészete. A népvándorlás korának építészete. In: Deák Zoltán (szerk.) Pannon enciklopédia: A magyar építészet története. Urbis Könyvkiadó Budapest, 2009. 9-23. o.
- Istvánfi Gyula: Az építészet kezdetei. Terc Kiadó, Budapest, 2010
- Istvánfi Gyula: Az építészettörténet oktatásának formái és kiemelkedő személyiségei 1918-ig. In: Építés-Építészettudomány. 2010/3-4. 193-206. o.
- Istvánfi Gyula: A falu és arculata. In: A FALU 2011/3-4. 115-119. o.
- Istvánfi Gyula: A magyar falu építészeti hagyománya. Röpirat, 2011
- Az építészet mellékvágányain; MMA, Bp., 2021 (Generációk)

## Idézetek
„Az elmúlt negyven plusz húsz év a falu építészetében a hagyomány megtagadásával, az építőkedv szertelen kifejezésformáival, az építésigazgatás és az örökségvédelem bizonytalanságaival elérte a hagyományos építészeti arculat majdnem teljes eltűnését, s a szocialista, majd a „modern” rárakódások utat tévesztő állapotába jutott.”